# Dipodomys venustus
Dipodomys venustus är en däggdjursart som först beskrevs av Clinton Hart Merriam 1904.  Dipodomys venustus ingår i släktet känguruspringmöss, och familjen påsmöss. IUCN kategoriserar arten globalt som livskraftig.
Arten blir med svans 29 till 33 cm lång och den väger 68 till 97 g. Honor är något mindre än hannar och de senare har längre bakfötter. Pälsen har på ovansidan en mörk grundfärg med några gula hår inblandade. På kroppssidorna finns fler gula hår som ger pälsen ett ljusare utseende. Huvudet kännetecknas av en svart nos, svarta ögon och ljusa kinder.
Denna gnagare förekommer i Kalifornien (USA) vid Stilla havet. Den lever i låglandet och i bergstrakter upp till 1770 meter över havet. Arten vistas i landskap med buskar och hed eller med glest fördelade träd. Dipodomys venustus kan anpassa sig till jordbruksmark.
Individerna gräver en eller flera underjordiska bon i reviret. Honor har en eller två kullar per år med 2 till 4 ungar per kull. Dipodomys venustus äter främst frön samt gröna växtdelar när de är tillgängliga. En del av födan lagras i boet. I motsats till andra känguruspringmöss behöver Dipodomys venustus dricka vatten. Den klarar sig inte med vätskan som finns i födan. När honan inte är brunstig lever varje exemplar ensam. Allmänt antas att Dipodomys venustus har samma levnadssätt som andra släktmedlemmar.

## Underarter
Arten delas in i följande underarter:
- D. v. elephantinus
- D. v. venustus

Wilson & Reeder (2005) listar ytterligare en underart.
- D. v. sanctiluciae